# Ерёменко, Анатолий Семёнович
Анатолий Семёнович Еременко (17 сентября 1931, Енбекшиказахский район, Алма-Атинская область, Казахская ССР, СССР) — советский и казахский зоотехник, общественный деятель. Почётный гражданин Восточно-Казахстанской области (2010).

## Биография
Родился 17 сентября 1931 года в селе Тургень Енбекши Казахского района Алма-Атинской области.
В 1949 году Анатолий Еременко поступил в Алма-Атинский государственный зооветеринарный институт по специальности «учёный-зоотехник». После окончания института начал работать в должности главного зоотехника в селе Семёновка Первомайской МТС Бескарагайского района (бывшей Павлодарской области).
В 28 лет Анатолий Еременко вступил в партию. Его перевели на должность председателя Аягузского райисполкома. После Аягуза назначен Анатолий Семёнович первым секретарем Бородулихинского райкома партии.
С декабря 1979 по февраль 1992 года был председателем совета народных депутатов Семипалатинской области Казахстана.
С 1995 года Член Ассамблеи народа Казахстана.
В 1996 году избран председателем Семипалатинского областного Совета ветеранов войны, труда и вооружённых сил и председателем общественного Совета малой Ассамблеи народа Восточно-Казахстанской области.
С 1997 года первый заместитель председателя областного Совета ветеранов войны, труда и вооружённых сил.

## Награды
- Первую награду получил в 1955 году «За трудовую доблесть» за освоение целины.
- Орден Октябрьской Революции (СССР)
- Орден Трудового Красного Знамени (СССР)
- Орден «Знак Почёта» (СССР)
- Орден Дружбы народов (СССР)
- Медаль «В ознаменование 100-летия со дня рождения Владимира Ильича Ленина»
- Медаль «Ветеран труда» и другие медали СССР
- Орден Достык 2 степени РК (2001)[2]
- Орден Парасат (2011)[3]
- Юбилейные медали Республики Казахстана
- Юбилейной медалью «20 лет Ассамблеи народа Казахстана» (2015)
- Почётный гражданин Семипалатинска (20 октября 1999 года), Бородулихинского и Бескарагайского районов.
- В 2010 году присвоено звание «Почётный гражданин Восточно-Казахстанской области» за огромный труд на благо интернационализма, толерантности нашего государства.
- Имеет две Почётные грамоты: Верховного Совета КазССР, дважды — Ассамблеи народа Казахстана.